# Monashee Mountains
Die Monashee Mountains sind ein Gebirge in British Columbia, Kanada und Washington, Vereinigte Staaten (78 % der Fläche entfallen auf Kanada, der Rest von 22 % auf die Vereinigten Staaten). Sie erstrecken sich 530 km von Norden nach Süden und 150 km in West-Ost-Richtung und gehören zu den Columbia Mountains. Im Osten schließen sich die Selkirk Mountains an. Das Gebirge wird im Osten durch den Columbia River und die Arrow Lakes begrenzt, westlich liegen der obere North Thompson River, Shuswap Lake und Okanagan Lake. Das nördliche Ende bildet das Robson Valley bei Valemount. Zwischen Revelstoke und Shuswap Lake wird der Gebirgszug vom British Columbia Highway 1, Teil des Trans-Canada Highways und der Hauptstrecke der Canadian Pacific Railway über den Eagle Pass durchquert. Am südlichen Ende der Monashee Mountains herrscht eine rege Bergbauindustrie.
Mit einer Höhe von 3274 m ist der Mount Monashee der höchste Berg in der Gebirgskette. In den Monashee Mountains liegen verschiedene der Provincial Parks in British Columbia, wie beispielsweise der Monashee Provincial Park oder der Gladstone Provincial Park.

## Gebirgszüge innerhalb der Monashee Mountains
- Anstey Range
- Christina Range
- Gold Range
- Jordan Range
- Kettle River Range
- Malton Range
- Midway Range
- Okanagan Highland
  - Sawtooth Range
- Ratchford Range
- Rossland Range
- Scrip Range
- Shuswap Highland

In manchen Beschreibungen der Monashee Mountains wird das als Okanagan Highland bekannte Gebiet hinzugezählt. Es liegt zwischen Kettle River und Okanagan Lake, südlich des Shuswap Rivers. Die innerhalb dieses Gebietes liegende kleine Sawtooth Range liegt zwischen dem Oberlauf des Shuswap Rivers im Osten und Mabel Lake im Westen.
Teilweise wird auch das Shuswap Highland südlich des North Thompson Rivers mitgerechnet, das sich südlich an das Okanagan Highland anschließt.

## Berggipfel
Die höchsten Berggipfel dieses Gebirges sind:
- Mount Monashee  3274 m
- Hallam Peak 3205 m
- Thor Mountain 3146 m
- Mount Odin 2971 m
- Cranberry Mountain 2872 m
- The Pinnacles 2607 m